# Inhalace

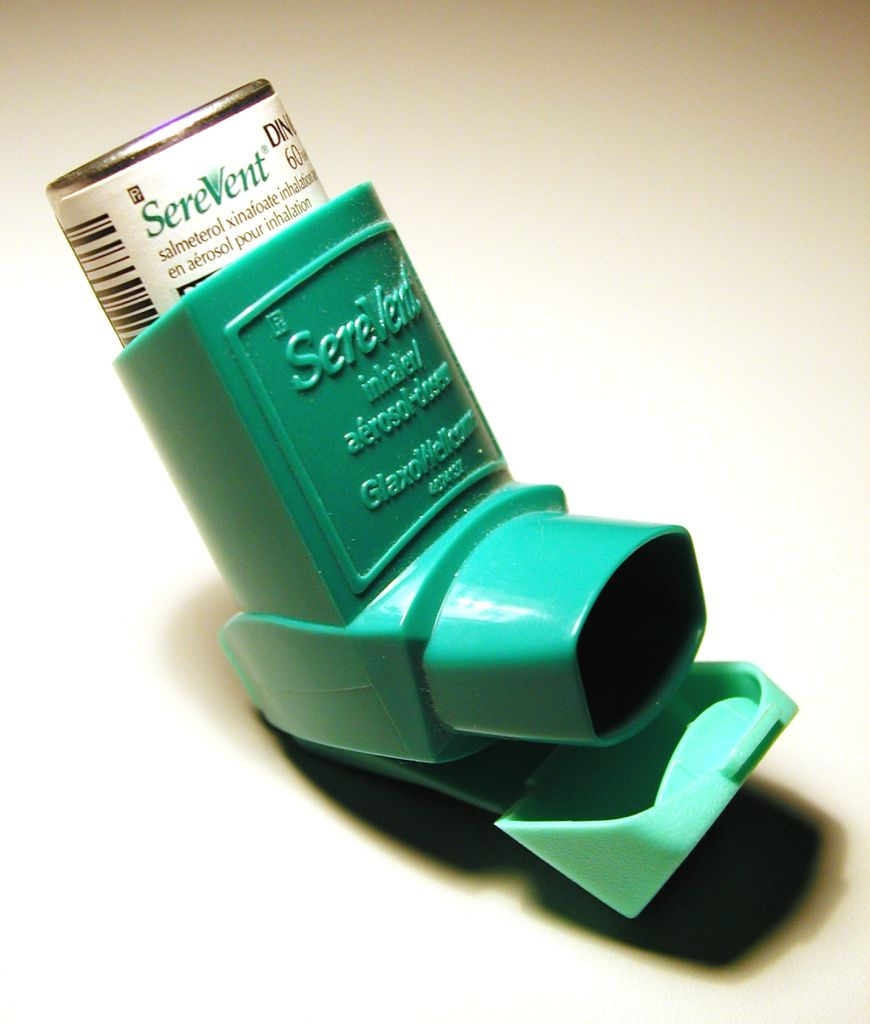
Inhalátor pro astmatiky (inhalace účinné látky přímo do plic zvyšuje efekt léčby a omezuje nežádoucí vedlejší účinky)

Inhalace je léčebný postup spočívající ve vdechování par minerálních vod, roztoků léků nebo jejich aerosolů. Inhalovat lze pomocí speciálního přístroje (inhalátoru) nebo vdechováním par vroucí nebo nahřáté kapaliny. Nejčastěji se inhalací léčí astma a jiná onemocnění dýchacích cest. Inhalace se rozlišuje na studenou, která snižuje překrvení svalstva průdušek, a na teplou, která naopak prokrvení zvyšuje.